# Paloma Mas Martínez
Paloma Mas Martínez (Cartagena, 11 de juny de 1968) és una biòloga i científica del Consell Superior d'Investigacions Científiques (CSIC) espanyola.
Doctora en Biología per la Universitat de Múrcia (UMU), des del 2004 es Científica Titular en el Consorci CSIC-IRTA, Institut de Biologia Molecular de Barcelona (IBMB) del Consejo Superior de Investigaciones Científicas. Actualment, és professora d'investigació del CSIC, i és la vice-directora del Centre de Recerca en Agrigenòmica (CRAG) de Barcelona, un consorci públic que inclou grups de recerca del Consell Superior d'Investigacions Científiques (CSIC), de l'Institut de Recerca i Tecnologia Agroalimentàries (IRTA), de la Universitat Autònoma de Barcelona (UAB), i de la Universitat de Barcelona (UB). És experta en l'estudi del rellotge biològic que controla els ritmes circadians en plantes. Va entrar en contacte amb la investigació en biologia vegetal durant el seu doctorat al Centre d'Edafologia i Biologia Aplicada del Segura (CEBAS-CSIC). Va fer les seves investigacions postdoctorals a Califòrnia, als EUA, primer en el Scripps Research Institute, estudiant com les plantes responen a les infeccions virals, i posteriorment a l'Institute for Childhood and Neglected Diseases, estudiant els ritmes circadians en plantes, el que ha estat el seu camp de recerca principal des de llavors. L'any 2004, Paloma Mas va tornar a l'àrea mediterrània contractada pel CSIC i ha contribuït a la comprensió de les bases moleculars subjacents als ritmes circadians. La seva recerca es dirigeix a desxifrar els mecanismes que regulen els ritmes circadians de les plantes: el rellotge biològic que regula al llarg del dia i de les estacions les funcions fisiològiques de les plantes.

## Reconeixements
- Premi EURYI-EFS (2006)[2]
- Murciana de l'Any per l'Institut de la Dona de la Regió de Múrcia (2008)[1]
- Premi Carmen i Severo Ochoa de Recerca en Biologia Molecular, concedit per la Fundació Carmen i Severo Ochoa en reconeixement de la tasca investigadora en aquest camp (2013)[1]
- Elecció com a membre d'EMBO (2013)[2]
- Medalla Narcís Monturiol, atorgat per la Generalitat de Catalunya (2020)[2]
- Menció especial per al premi de Ciències de la Vida Ciutat de Barcelona (2015)[2]
- Premi Aschoff's Ruler (2019)[2]